# Anfiloquía
Anfiloquía (Αμφιλοχία) es una pequeña ciudad en la parte sureste del golfo de Amvrakikos.

## Historia
Anfiloquía fue un distrito de la costa del golfo de Ambracia, en la antigua Grecia. Tenía al norte a Ambracia y al sur a los agreos y no se extendía hacia el interior. Estaba poblada por los anfiloquios que podrían ser epirotas o acarnanios, pero en general son considerados epirotas.
Durante la guerra del Peloponeso, Ambracia dominó todo el territorio de Anfiloquía con la ciudad de Argos, que era aliada de Acarnania. Los anfílocos pidieron ayuda a Atenas que envió una fuerza dirigida por Formión que ocupó Argos y vendió a los pobladores ambraciotas como esclavos, retornando la ciudad a los anfiloquios en 432 a. C. 
En 430 a. C. Ambracia volvió a atacar a Argos, pero fueron rechazados. Al año siguiente Ambracia formó una coalición con la tribu epirota de los caonios y otras tribus de la región y dirigidos por el comandante espartano Cnemos atacaron Acarnania, aliada de los anfiloquios, pero fueron derrotados ante la ciudad de Estratos. 
En 426 a. C., Ambracia volvió a intentar conquistar Argos, pero fue derrotada, primer,o por el ateniense Demóstenes y después por los acarnanios y casi toda la población en edad de tomar las armas murió, por lo que Ambracia podía ser ocupada sin lucha por los atenienses, pero los acarnanios se opusieron a su conquista por miedo de que los atenienses fueran peor vecinos que los ambraciotas y se hizo un tratado de paz entre Ambracia por un lado y Acarnania y los anfiloquios por el otro, por una duración de 100 años.
Hacia el 320 a. C. fueron conquistados por Etolia y después el territorio fue incorporado a la provincia romana de Epiro.
- Datos: Q470461
- Multimedia: Amfilochia / Q470461